# Vediusgymnasium

Das Vediusgymnasium in Ephesos von Süden

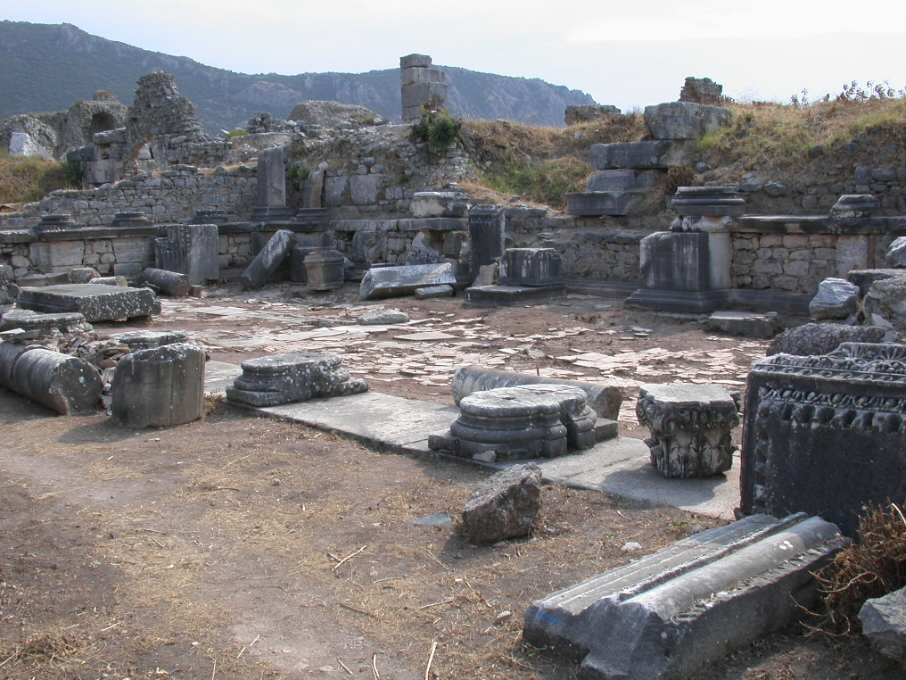
Das Vediusgymnasium in Ephesos. Marmorsaal

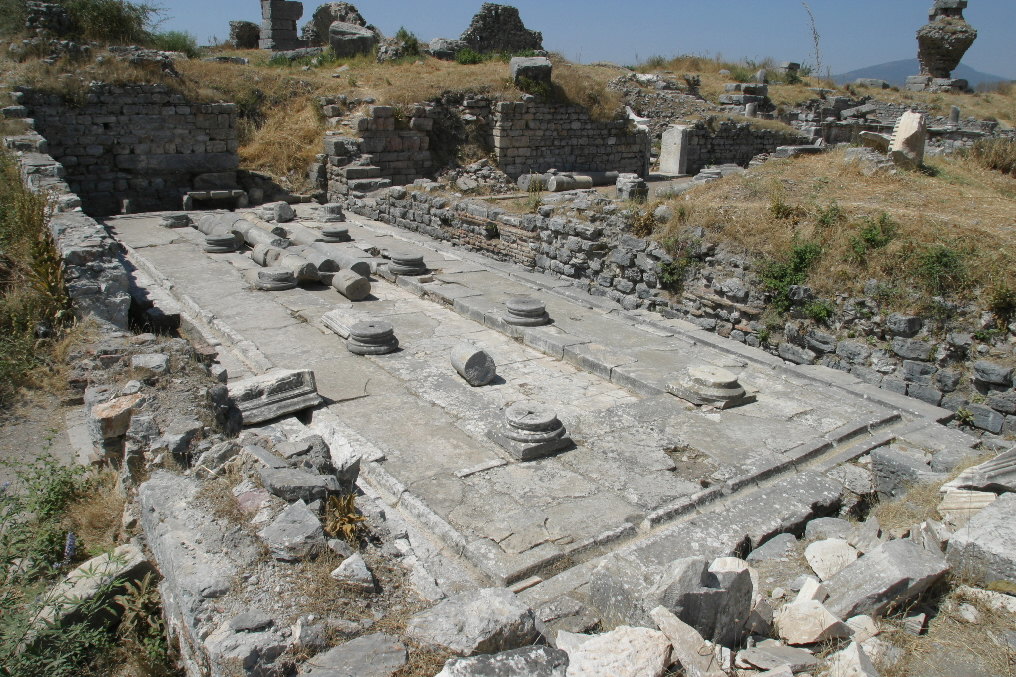
Das Vediusgymnasium in Ephesos. Latrine

Das Vediusgymnasium in Ephesos (in der heutigen Türkei) ist eine römische Badeanlage vom Typus des Thermengymnasiums.
Das zwischen 147 und 149 n. Chr. eröffnete Gebäude stellt eine Kombination aus einer römischen Therme (lateinisch thermae) vom Typus der großen Kaiserthermen und einem griechischen Gymnasion (altgriechisch γυμνάσιον) dar. Neben dem Hafen-, Theater- und Ostgymnasium ist das zur Zeit des Kaisers Antoninus Pius errichtete Vediusgymnasium der jüngste kaiserzeitliche Bad-Gymnasium-Komplex in Ephesos. 
Das ca. 13.000 m² große Gebäude im Norden der Stadt ist an einer Ost-West orientierten Längsachse ausgerichtet und besitzt einen symmetrischen Grundriss. An der Längsachse befinden sich die Hauptbaderäume (Caldarium, Tepidarium und Frigidarium mit Natatio). Das im Westen der Anlage befindliche Caldarium ist zusätzlich von Tepidarien und Unctorien flankiert. Zwei große Apodyterien nördlich und südlich des Frigidariums fungierten als Umkleideräume. Die Bedienung der Anlage erfolgte zu einem großen Teil über das Substruktionsgeschoss. Zwischen der Therme und dem Gymnasium vermittelt eine große, doppel-T-förmige Halle (basilica thermarum). Im Ostteil des Badblocks öffnet sich zum Gymnasium hin ein reich ausgestatteter Marmorsaal, der zu repräsentativen Zwecken frequentiert werden konnte. Je eine Latrine im Badgeschoss und im Substruktionsgeschoss diente den menschlichen Bedürfnissen der Badbesucher sowie von Passanten, die die halböffentlichen Bedürfnisanstalten ebenso benutzen konnten.
Während die Therme dem Baden, der Körperpflege und als sozialer Treffpunkt diente, wurde das Gymnasium mit seiner Palästra zur körperlichen Ertüchtigung, zur geistigen Ausbildung und für Veranstaltungen aller Art genutzt. 
Das nach seinem Stifter (M. Claudius P. Vedius Antoninus Phaedrus Sabinianus) benannte Gebäude blieb nach einer größeren Revitalisierung im ersten Viertel des 5. Jahrhunderts bis zum Ende des 5. Jahrhunderts als Bad in Nutzung. In der zweiten Hälfte des 6. Jahrhunderts wurde es durch ein Großfeuer zerstört.